# Tom Vallance
Thomas „Tom“ Vallance (* 27. Mai 1856 in Renton; † 16. Februar 1935 in Glasgow) war ein schottischer Fußballspieler, -funktionär, Ruderer und Weitspringer. Er gilt als einer der herausragendsten schottischen Fußballer seiner Zeit. Er war der erste Mannschaftskapitän in der Vereinsgeschichte der Glasgow Rangers und nach seiner aktiven Karriere als Spieler deren Präsident.

## Frühe Lebensjahre
Tom Vallance wurde 1856 auf der Succoth Farm in der Nähe von Renton geboren. In seinen frühen Jahren zog seine Familie nach Shandon, nördlich von Rhu. In Rhu traf der zukünftige Kapitän und Präsident der Rangers Wahrscheinlich die Pionierbrüder Peter und Moses McNeil die im Jahr 1872 zusammen mit William McBeath und Peter Campbell die Glasgow Rangers gründeten. Bei der Volkszählung von 1871 wurde Vallance als „Bauingenieurlehrling“ angegeben. Bald jedoch zog er auf der Suche nach Arbeit nach Glasgow. Es gelang ihm, eine Anstellung als Maschinenbauingenieur in einer Werft zu bekommen. Kurz nach seiner Ankunft in Glasgow trat er einem Ruderverein am Clyde gelegen bei. Daneben hielt er viele Jahre lang den schottischen Weitsprungrekord.

## Karriere im Fußball

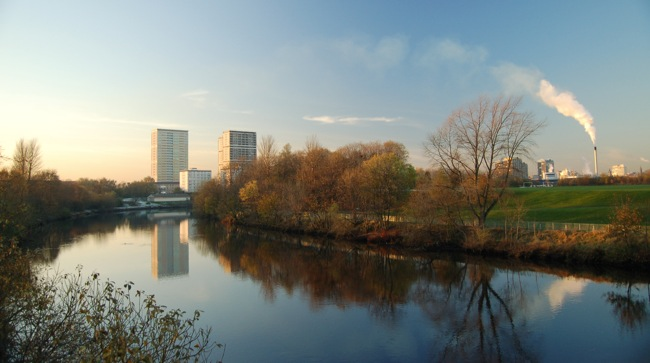
Flesher’s Haugh im Jahr 2005

Im Jahr 1874 kam er zu den Glasgow Rangers die ein Jahr zuvor im Glasgow Green in Flesher’s Haugh gegründet worden waren. 1876 wurde er der erste offizielle Mannschaftskapitän in der Vereinsgeschichte der Rangers. Ein Jahr später erreichte er mit dem Verein erstmals das schottische Pokalfinale. Im zweiten Wiederholungsfinale verlor er mit den Rangers nach zwei Unentschieden gegen den FC Vale of Leven. 1879 stand er mit seinem Bruder Alex in der Mannschaft der Rangers, die als erste einen Pokal gewann, den Glasgow Merchants Charity Cup. Im selben Jahr verlor er erneut das Pokalfinale gegen Vale of Leven. Nachdem im ersten Finalspiel ein 1:1 ausgespielt wurde, bei dem es ein vermeintlich nicht gegebenes Tor für die Rangers gab, legte der Verein Protest ein. Zu dem sieben Tage später angesetzten Wiederholungsfinale traten die Rangers allerdings nicht an. So gewann Vale of Leven den Pokal.
Im März 1877 debütierte Vallance zum ersten Mal für Schottland bei einem 3:1-Sieg gegen England im Kennington Oval in London. Gegen den Auld Enemy spielte Vallance in drei weiteren Länderspielen, darunter waren zwei Siege von 7:2 im Jahr 1878 und 6:1 im Jahr 1881. Zwischen 1877 und 1881 spielte Vallance insgesamt siebenmal für Schottland.
Ab 1882 legte er eine Fußballpause ein. Er spielte im Jahr 1883 noch dreimal für die Rangers, beendete nach seiner Krankheit, die er sich in Indien zugezogen hatte, aber seine Spielerlaufbahn.
Noch im gleichen Jahr wurde Vallance zum neuen Vereinspräsidenten ernannt. Diese Funktion übte er bis 1889 aus.

## Späteres Leben
Im Februar 1882 ging Vallance nach Indien um auf einer Teeplantage im Bundesstaat Assam zu arbeiten. Wenige Monate nach seiner Ankunft in Indien erkrankte er an einer Form von Malaria und traf die Entscheidung, nach Schottland zurückzukehren. Zurück in seiner Heimat arbeitete er zunächst als Handelsreisender im Wein- und Spirituosenhandel. Dies war der Start zu einer erfolgreichen Karriere in der Hotellerie. Später war er ein hoch angesehener Gastronom und Besitzer von drei Restaurants in der Stadt.
Am 18. August 1887 heiratete er Marion, die Schwester seines ehemaligen Teamkollegen bei den Rangers Willie Dunlop der auch Präsident wurde. Das Ehepaar hatte zwei Söhne, Harold (* 1889) und James (* 1891). Harold Vallance starb im September 1918 im Ersten Weltkrieg.
Tom Vallance erlag am 16. Februar 1935 in seinem Haus in der Pitt Street in Glasgow einem Schlaganfall.